# جياكومو لوسي
جياكومو لوسي (بالإيطالية: Giacomo Losi)‏ (مواليد 10 سبتمبر 1935) هو لاعب كرة قدم. لعب مع منتخب إيطاليا لكرة القدم. سبق له أن لعب في كأس العالم لكرة القدم مع منتخب بلاده.

## روابط خارجية
- جياكومو لوسي على موقع الاتحاد الدولي (مؤرشف)  (الإنجليزية)
- جياكومو لوسي على موقع قاعدة بيانات كرة القدم.إي يو (الإنجليزية)
- جياكومو لوسي على موقع ناشيونال فوتبول تيمز (الإنجليزية)
- جياكومو لوسي على موقع عالم كرة القدم.نت (الإنجليزية)